# What's Yours Is Mine
What's Yours Is Mine è un cortometraggio muto del 1915 diretto da Frank Wilson.

## Trama
Un dilettante prende il prestito l'ombrello e lo trova pieno di uova.

## Produzione
Il film fu prodotto dalla Hepworth.

## Distribuzione
Distribuito dalla Hepworth, il film - un cortometraggio di 259,2 metri - uscì nelle sale cinematografiche britanniche nel maggio 1915.
Fu distrutto nel 1924 dallo stesso produttore, Cecil M. Hepworth. Fallito, in gravissime difficoltà finanziarie, Hepworth pensò in questo modo di poter almeno recuperare il nitrato d'argento della pellicola.